# Municipio de Kocherínovo
El municipio de Kocherínovo (en búlgaro: Община Кочериново) es un municipio búlgaro perteneciente a la provincia de Kiustendil.
En 2011 tiene 5214 habitantes, de los cuales el 95,72% son étnicamente búlgaros y el 2,01% gitanos. La capital es Kocherínovo, donde vive algo menos de la mitad de la población del municipio.
Se ubica en el sur de la provincia, en el límite con la provincia de Blagóevgrad.

## Localidades
Comprende la ciudad de Kocherínovo y los siguientes pueblos:
- Barákovo
- Bórovets
- Buránovo
- Dragodán
- Frólosh
- Krúmovo
- Mursalevo
- Poromínovo
- Stob
- Tsárvishte